# S-mode 2
S-mode #2 è il secondo greatest hits della cantante giapponese Masami Okui pubblicato il 25 febbraio 2004 dalla Starchild. L'album ha raggiunto la cinquantesima posizione della classifica degli album più venduti in Giappone, vendendo 5 491 copie.

## Tracce
CD1
1. Shake it
2. Jama wa Sasenai (邪魔はさせない)
3. naked mind
4. J
5. Rinbu-revolution (輪舞-revolution)
6. Souda, Zettai. (そうだ、ぜったい。)
7. Birth
8. AKA (朱 -AKA-)
9. Never die
10. Key
11. Energy (be-show version)

CD2
1. Lonely soul
2. Niji no You ni (虹のように)
3. spirit of the globe
4. I can't...
5. precious wing
6. Taiyou no Hana (太陽の花)
7. Koishimasho Nebarimasho (恋しましょ ねばりましょ)
8. Naritai (なりたい)
9. Tenohira no Hahen (手のひらの破片)
10. Memorial Song